# Oriol de Bolòs i Capdevila
Oriol de Bolòs i Capdevila (Olot, 16 de març de 1924 - Barcelona, 22 de març de 2007) fou un botànic català.

## Biografia
Fill primogènit d'Antoni de Bolòs i Vayreda, farmacèutic i botànic, Oriol de Bolòs va mostrar un interès precoç per la natura. Quan tenia uns set anys, va patir una infecció al cap del fèmur que el va fer estar al llit durant tot un any i que li va deixar la seqüela d'una coixesa que l'acompanyaria tota la vida. Aquell temps d’immobilitat va augmentar la seva passió per la natura i va consolidar el seu desig de ser botànic, aprofitant les llargues hores de repòs per a la lectura, que van accentuar el seu instint de recerca i la curiositat pel coneixement. La prohibició dels metges de jugar amb altres nois al pati de l’escola van fer que fins als 10 anys rebés formació particular a casa, cosa que sens dubte va forjar una part de la seva personalitat.
Des de jove, va estar en contacte amb figures destacades de la botànica catalana, gràcies a la influència del seu pare, que era farmacèutic i conservador d’herbaris de l'Institut Botànic. Des d’adolescent, treballà a la farmàcia del seu pare i s’endinsà en la literatura botànica de nivell, llegint obres com la Geobotánica d’Emili Huguet del Villar o la Végétation de la moitié orientale des Pyrénées, d’Henri Gaussen. Va estudiar el batxillerat a Barcelona.
A partir de 1942 estudià a la Universitat de Barcelona la carrera de Ciències, que acabà el 1947 i obtingué la llicenciatura de Ciències en 1948, secció de Naturals, amb premi extraordinari. El doctorat el feu a la Universitat de Madrid al 1950, amb una tesi sobre la vegetació del Montseny. Quatre anys més tard es va casar amb Margarida Masclans i Aleu, filla d'un altre botànic, Francesc Masclans.

### Carrera professional
Oriol de Bolòs s'especialitzà en florística i geobotànica dels Països Catalans i també de la regions mediterrània i macaronèsica. Va ser professor de la Facultat de Biologia de la Universitat de Barcelona, on va guanyar la càtedra de Fitografia i Ecologia Vegetal el 1953 després d’haver estat col·laborador, per oposició, del Consell Superior d’Investigacions Científiques el 1951.
Va escriure cap a dues-centes publicacions, entre aquestes, El paisaje vegetal barcelonés (1962), Comunidades vegetales de las comarcas próximas al litoral situadas entre los ríos Llobregat y Segura (1967), i com a coautor, la Flora Manual dels Països Catalans i la Flora dels Països Catalans (amb Josep Vigo). Fou responsable de l'àrea de botànica de la Gran Enciclopèdia Catalana.
Deixeble de Pius Font i Quer, va dirigir l'Institut Botànic de Barcelona entre 1967 i 1984 i va ser president de la Secció de Ciències Biològiques de l'Institut d'Estudis Catalans entre 1989 i 1992. Fou conseller de la Institució Catalana d'Història Natural i membre de l'Acadèmia de Ciències i Arts de Barcelona i de la Comissió Fitosociològica Internacional. Formà part, com a directiu, d’entitats conservacionistes, com la Lliga per a la Defensa del Patrimoni Natural - DEPANA.
Ha rebut la Medalla Narcís Monturiol (1982), la Creu de Sant Jordi de la Generalitat de Catalunya (1993) i el Premi de la Fundació Catalana per a la Recerca (1994).
El 22 de març de 2007 morí a la ciutat de Barcelona als 83 anys.
El fons documental d'Oriol de Bolòs està dipositat a la Universitat de Lleida, a la Biblioteca de l'Escola Tècnica Superior d'Enginyeria Agrària, i conté unes 200 monografies, sobretot de botànica, florística i geobotànica, publicacions periòdiques com les de la secció de Botànica de l'Institut d'Estudis Catalans, diverses revistes (Itinera Geobotànica, Ecología, Anales del Jardín Botánico de Madrid, etc.), alguns mapes amb la localització d'espècies vegetals i una important col·lecció de separates.